# Mihai Nadin
Mihai Nadin (* 2. Februar 1938 in Brașov, Rumänien) ist ein rumänischer Informatiker und emeritierter Professor.
Nadin studierte Elektrotechnik und Informatik am Polytechnischen Institut Bukarest und Philosophie an der Universität Bukarest, durch die er auch in Ästhetik promoviert wurde. An der Ludwig-Maximilians-Universität wurde er als Mitarbeiter der Arbeitsgruppe um Wolfgang Stegmüller habilitiert. Er war bis zu seiner Emeritierung Lehrstuhlinhaber für Computational Design an der Bergischen Universität Wuppertal.
Danach arbeitete er bis heute auf dem Gebiet der Antizipationsforschung an dem von ihm mitbegründeten Institut für Antizipationsforschung ANTE an der University of Texas at Dallas.